# Khold
Khold är ett norskt black metal-band som grundades år 2000 i Oslo av trummisen Sarke (Thomas Berglie) samt sångaren och gitarristen Gard (Sverre Stokland). Bandets debutalbum, Masterpiss of Pain, gavs ut 2001 och senaste albumet Hundre år gammal släpptes 2008. Därefter är bandet "lagt på is" men inte egentligen nedlagt. Bandet utgav albumet Til endes 2014.

## Historia

### Bildandet, debuten ochPhantom(2000–2002)
Sverre "Gard" Stokland (gitarr och sång) och Thomas "Sarke" Berglie (trummor) från bandet Tulus bildade år 2000 black metal-bandet Khold och spelade in demon De dødes tjern med två låtar, vilka släpptes som EP för nedladdning först 2005. Med Rinn (Geir Kildahl) på gitarr och Eikind (Lars Eric Si) på bas skrev bandet kontrakt med Moonfog Productions och gav ut debutalbumet Masterpiss of Pain i april 2001. Alla sångerna framförs på norska och texterna är skrivna av Hilde "Hildr" Nymoen.
Nästa fullängdsalbum, Phantom, spelades in mellan december 2001 och januari 2002 i Livingroom Studio, och släpptes i april 2002. Grimd hade då lämnat bandet och Sir Graanug (Victor Borge) från Tulus spelar bas på albumet. Därefter genomförde bandet en Skandinavienturné tillsammans med Satyricon, då med Brandt (Thomas B.) som livebasist.

### Mørke gravers kammerochKrek(2003–2005)
Efter ytterligare ett basistbyte, ny basist blev Thomas "Grimd" Arnesen", spelade Khold in sin tredje platta Mørke gravers kammer som gavs ut av Candlelight Records i april 2004. Fotografen Marcel Leliënhof står bakom bilderna i albumomslaget och regisserade också bandets första musikvideo, vilken gjordes till låten "Død". Albumet spelades in mellan augusti och oktober 2003 i Sub Sonic Society Studio i Oslo.
Till nästa album bytte bandet åter skivbolag, till Tabu Recordings, och 2004 utgavs Krek som bland annat innehåller låtarna "Blod og blek", till vilken gjordes en video regisserad av Marcel Leliënhof, och "Innestengt i eikekiste" som också fick en video, producerad och regisserad av bandets gitarrist, Geir Kildahl.

### Bandet läggs på is,Hundre år gammal(2006–2008)
Våren 2006 meddelades på bandets Myspace att Khold skulle läggas på is eftersom bandets medlemmar behövde tid för annat. Gard och Sarke återgick till verksamhet med sitt gamla band Tulus med vilket de 2007 gav ut albumet Biography Obscene. Gitarristen Rinn fortsatte med sitt andra band, Sensa Anima, och med att producera andra band i sin egen studio. Under 2007 tillkännagavs att Khold skulle göra ytterligare ett album och 2008 släpptes bandet femte fullängdsalbum betitlat Hundre år gammal.

## Medlemmar
Nuvarande medlemmar
- Gard (Sverre Stokland) – sång, gitarr (2000– )
- Rinn (Geir Kildahl) – gitarr (2000– )
- Sarke (Thomas Berglie) – trummor (2000– )
- Crowbel (Stian M. Kråbøl) – basgitarr (2013– )

Andra medverkande
- Hildr (Hilde Nymoen) – skriver alla texter

Tidigare medlemmar
- Eikind (Lars Erik Stang) – basgitarr (2000–2001)
- Sir Graanug (Victor Cito Borge) – basgitarr (2002–2003)
- Grimd (Thomas Arnesen) – basgitarr (2003–2012)

Turnerande medlemmar
- Brandr (Thomas Brandt) – basgitarr (2002)

Bidragande musiker (studio)
- Galder (Thomas Rune Andersen Orre) – gitarr (2001)

## Diskografi
Studioalbum
- 2001 – Masterpiss of Pain
- 2002 – Phantom
- 2004 – Mørke gravers kammer
- 2005 – Krek
- 2008 – Hundre år gammal
- 2014 – Til endes

EP
- 2005 – De dødes tjern (bootleg)